# Imperi de les Gàl·lies
L'Imperi de les Gàl·lies o Imperi Gàl·lic fou l'estat independent sorgit a les Gàl·lies, Hispània i Britànnia del 260 al 274 durant la Crisi del segle iii.

## Orígens
El 253 els sassànides van envair Síria i l'emperador Valerià I va haver de retirar legions de la frontera del Rin, lloc que immediatament fou atacat pels germànics el 256 i moltes ciutats foren destruïdes. Colonia Agrippina es va salvar mercès a les seves muralles, però la majoria de les altres foren devastades pels alamans i francs.
Valerià va enviar a la zona fronterera el seu fill Gal·liè, que va recuperar Trèveris, va reorganitzar la defensa de la Germània Superior i la Gàl·lia Belga i va aconseguir expulsar els alamans i francs, però en general no degut a una victòria militar sinó al pagament de quantitats als caps d'algunes tribus per atacar els francs. El 259 havia aconseguit restaurar la frontera de la Germània Superior i va prendre el cognom de Germanicus Maximus; llavors va procedir a una reorganització de les milícies i una reforma fiscal. El general Pòstum I fou encarregat de la recuperació de les fortaleses de la Germània Inferior, però la campanya es va aturar el 260 quan es va conèixer la notícia que Valerià havia estat fet presoner pels perses. Els germànics van tornar a creuar el Rin i van arribar fins al nord d'Itàlia, on finalment Gal·liè els va poder rebutjar.
La Història Augusta diu que, mentre Gal·liè era a Roma, el general Pòstum va restaurar l'ordre a l'àrea del Rin a la part inferior i pel seu valor i noblesa es va guanyar l'adhesió de l'exèrcit i dels gals. Gal·liè li va encarregar la custòdia del seu jove fill Saloní, a qui havia nomenat governador de les Gàl·lies, com a guardià de la seva vida i conducta i instructor dels seus deures com a governant. Contra el seu caràcter, Pòstum va trencar la seva paraula, va matar Saloní, i es va proclamar emperador. Els gals no apreciaven Gal·liè i no estaven disposats a aguantar un noi (Saloní) com a governant, i van enviar soldats a matar el jove. Després van proclamar emperador Pòstum, que va acceptar encantat. En els següents set anys, Pòstum va restaurar l'ordre mentre Gal·liè passava el temps amb plaers i tavernes i s'aparellava amb una dona bàrbara. Gal·liè li va fer la guerra i en un combat va resultar ferit per una fletxa. Quant Pòstum va començar a comportar-se com d'altres emperadors, seguint el seu costum, els gals el van matar sota la direcció de Lolià. Tot això no es correspon a la realitat. Pòstum mai no fou el guardià de Saloní, i va regnar més de set anys, i la seva mort no fou instigada per Lolià (en realitat Lelià. Gal·liè fou menys indolent que com és descrit, i no era costum dels gals canviar de governant i matar el que tenien.
És probable que Pòstum, encarregat de la guerra, aconseguís derrotar els germànics decisivament (no es torna a parlar d'ells durant bastant temps). Els germànics, derrotats i fets presoners, es van poder quedar a l'Imperi i van rebre granges a condició d'ajudar a defensar la frontera, i aquesta política va tenir, a curt termini, alguns resultats. Aconseguida la victòria, Saloní, fill de Gal·liè, va reclamar la direcció dels afers, cosa que va desagradar als soldats que devien proclamar a Pòstum emperador i matar a Saloní. Aquestes proclamacions no eren espontànies i probablement fou instigada pel mateix Pòstum i els seus oficials més addictes. El seu govern va durar uns nou anys i fou seguit per Mari (269), Victorí (169-271) i Tètric I (271-274).
Gal·liè va creuar els Alps per lluitar contra Pòstum però aquest va refusar la lluita. Gal·liè va desafiar a Pòstum a un combat singular que també fou refusat. Finalment van acordar que entre ells no lluitarien i ho farien només contra els enemics externs. Pòstum va complir la seva paraula; quan els rebels del nord d'Itàlia el van voler proclamar com el seu cap, va refusar. El 262 o 263 Pòstum va creuar el Rin per atacar els alamans i els francs més enllà del Rin, i va tenir una aliança amb els turingis (s'han trobat centenars de monedes d'or de Pòstum al territori turingi) que per un costat, feien pressió a la rereguarda dels francs i alamans i per altra, servien com a mercenaris a les fortaleses frontereres. Gal·liè va complir la paraula només fins al 265 i quan es va sentir prou fort va atacar altre cop les Gàl·lies, però una altra vegada, el combat li fou refusat. Ferit per una fletxa en una escaramussa, Gal·liè va tornar a Itàlia. Pòstum es va adonar que una línia defensiva era insuficient, car si era creuada ja no es podia aturar als invasors, i va establir una línia de fortaleses (Aardenburg, Velzeke, Mechelen, Tongeren, Maastricht, Colonia Agrippina) i darrere aquesta línia unitats de cavalleria de gran mobilitat que es desplaçaven als sector atacats. Aquest sistema contra els francs es va repetir després al Rin mitjà contra els alamans. No era una idea de Pòstum sinó de Gal·liè, que l'havia establert anteriorment al Danubi. En tota la resta l'Imperi de les Gàl·lies imitava l'Imperi Romà amb les mateixes institucions, magistratures, legions, governadors i fins i tot un senat.
El 268 Lelià es va revoltar a Clinia i Magúncia. Pòstum va sufocar la rebel·lió però no va permetre a les tropes el saqueig de Magúncia, la capital de Lelià. Les tropes, enfurismades, el van matar juntament amb el seu fill Pòstum II. Mari fou proclamat emperador, que va governar poc temps i va emetre monedes amb la seva cara, però fou probablement enderrocat pel cap de la guàrdia pretoriana Victorí, del que se sap que havia estat cònsol amb Pòstum el 266-267 (el consolat juntament amb l'emperador era un honor que no es donava a tothom) i probablement era la seva mà dreta. Alguns llocs no el van reconèixer i l'hivern del 269-270 va haver de sotmetre Autun; el 270 ja era reconegut per tots, però va morir la primavera del 271. La seva mare, Victòria, era una dama molt influent i va poder elegir un nou governant: Tètric I, del que es desconeix si era un parent d'ella i Victorí. Un intent dels alamans i francs de creuar el Rin fou rebutjat ràpidament.
El 274 Aurelià, que havia estat reconegut emperador pel Senat el 270, va derrotar les forces de Tètric prop de Châlons-sur-Marne en una sagnant batalla marcant el final de la independència de l'Imperi de les Gàl·lies i la seva reincorporació a l'Imperi Romà després de 13 anys de secessió.

## Conseqüències
Aurelià es va fer dir restitutor orbis ('restaurador del món'). La mort de milers de soldats en la batalla va deixar sense prou defenses la frontera del Rin. Els francs i els alamans van creuar el Rin i els grangers germànics, establerts per Pòstum, que encara no estaven prou romanitzats, els van fer costat. Algunes fortaleses foren conquerides; Colonia Agrippina i Trèveris, ocupades, i altres ciutats es van abandonar o es van despoblar o bé foren destruïes; la costa fou assolada per pirates saxons. Les ciutats del nord de la Gàl·lia, tot i que tenien muralles, no van poder resistir i moltes foren saquejades, com Metz i Reims; París fou incendiada; Germània Inferior va quedar en bona part despoblada. Les parts que no foren atacades van haver de pagar taxes extraordinàries per pagar als exèrcits del Danubi i de l'Eufrates i la frontera del Rin va quedar desguarnida. Quan, més tard, les Gàl·lies foren recuperades, es va establir el sistema de prefectures i la Prefectura de les Gàl·lies fou una continuació de l'Imperi de les Gàl·lies.

## Emperadors
Els emperadors de les Gàl·lies són coneguts, principalment, per les monedes que van encunyar. La història política i militar de l'Imperi de les Gàl·lies pot ser dibuixada a través de les seves carreres. Els seus noms són els següents:
- Pòstum I (260-268).
- Lelià, usurpador (268).
- Mari (268).
- Victorí (268-270).
- Domicià II, 271?.
- Tètric I (270-274), junt al seu fill Tètric II com a cèsar.